# 黎明傾情接觸廣東巡迴演唱會
黎明傾情接觸廣東巡迴演唱會是香港歌手黎明的個人巡迴演唱會，由百事活娛樂事業有限公司製作，演唱會於1995年7月14日至8月6日先後在中國南海區、肇慶市、廣州市、中山市及順德市舉行，共演出13場。

## 背景
《黎明傾情接觸廣東巡迴演唱會》的籌辦始於1993年，黎明透過經理人李進口頭答應主辦單位的邀約，及至1995年，黎明履行他的口頭承諾，到廣東省巡迴演唱，在這之前黎明已有兩年多的時間沒有到中國演唱，他是自1995年3月歌手梅艷芳因在廣州演唱禁歌而被禁止在中國演唱後，首個獲批准在中國舉行演唱會的香港歌手，事前要將演唱會的歌曲編排送檢，讓有關當局審查。

## 製作
《黎明傾情接觸廣東巡迴演唱會》先後於廣東省的五個城市舉行，首站演唱會在南海的桂城體育館舉行，是該場館落成後的首個演出活動；第二站演唱會由肇慶市文化局主辦，在肇慶體育中心的戶外體育場舉行；第三站演唱會在廣州體育館舉行；第四站演唱會在中山市體育館舉行；最後一站演唱會在順德體育中心的戶外體育場舉行。演唱會的台前幕後工作人員約有九十多人，動用了8輪貨車運送器材，演出的舞台以超合金材料搭建而成，設有30呎高的升降台，並採用了48支電腦控制射燈、彩色鐳射激光效果及瀑布式煙花配合演出。
以下是巡迴演唱會的演出時間表：
| 日期                | 地區   | 演唱場地           | 場數 | 表演嘉賓 | 備註                                                               |
| ------------------- | ------ | ------------------ | ---- | -------- | ------------------------------------------------------------------ |
| 1995年7月14日至16日 | 南海區 | 桂城體育館         | 3場  | 何超儀   | 原定舉行2場，因反應熱烈而加開1場，部份門票收益捐給南海市教育基金。 |
| 1995年7月19日至20日 | 肇慶市 | 肇慶體育中心體育場 | 2場  | 何超儀   |                                                                    |
| 1995年7月22日至27日 | 廣州市 | 廣州體育館         | 5場  | 李嘉欣   |                                                                    |
| 1995年8月1日        | 中山市 | 中山市體育館       | 1場  | 何超儀   | 原定舉行2場，其後因與北京義演的時間撞期而取消1場。                 |
| 1995年8月5至6日     | 順德市 | 順德體育中心體育場 | 2場  |          |                                                                    |

## 反響
1995年7月12日，黎明抵達南海市，獲當地市政府採用最嚴密的保安級別護送，沿途有警車開路，並安排他入住只招待高級官員和外賓的南海西樵山雲影瓊樓總統別墅，而演唱會場館外升起兩個大型熱氣球，歡迎黎明到埠演唱，演唱會門票全部售罄，入坐率高於場館可容納的5千人，觀眾扶老攜幼前來觀賞，更有人把原價580元人民幣的門票炒高至1千元。傳媒指有黃牛黨以低於原價出售肇慶站的演唱會門票，黎明認為黃牛黨有很多種類，當中部份是賣假票，並呼籲觀眾應在指定的售票處購票，該站演唱會的場地有7千個座位，但約有一萬五千名觀眾入場。黎明其後抵達廣州機場，約有數百名歌迷在場迎接他，並獲當地海關安排優先過關，但他為免影響藝人形象而拒絕此安排。廣州站首場演唱會當天下午，約六千名身穿「黎明家族」制服的歌迷在場等候黎明，黎明在演出期間邀請一名女觀眾上台玩遊戲，台下有觀眾情緒激動，發出噓聲並將飲品罐擲到台上，而第二場演唱會有女觀眾為了接近黎明而撞欄企圖自殺，被公安帶離現場，大批觀眾在演唱會結束後守候黎明，黎明因此未能離場，最後需借乘公安車返回酒店。時任廣州市副市長伍亮在演唱會後接見黎明，稱讚黎明受歡迎程度高，並代表廣州市教育基金邀請黎明參與慈善活動。黎明在中山站演出當天下午到場館綵排，一些市民聞風而至前來圍觀，晚上演出時，原本可容納8千名觀眾的場館卻有一萬四千至一萬五千人進場，所有的樓梯都幾乎站滿觀眾，有觀眾兩人同坐一張椅子，也有觀眾蹲在座位前面。最後一站演唱會在順德舉行，當地市民視為盛事，街道四周貼有演唱會的海報和橫額，而公開張貼的海報亦被炒賣至每張百多元人民幣，演唱會全場爆滿，有一萬五千多名觀眾，當中有五百多名觀眾來自香港。